# Lijst van voetbalinterlands Ivoorkust - Liberia
Deze lijst van voetbalinterlands is een overzicht van alle officiële voetbalwedstrijden tussen de nationale teams van Ivoorkust en Liberia. De landen speelden tot op heden tien keer tegen elkaar. De eerste ontmoeting was een vriendschappelijke wedstrijd op 25 september 1983 in Abidjan. Het laatste duel, een kwalificatiewedstrijd voor het Wereldkampioenschap voetbal 2018, werd gespeeld in  Abidjan op 17 november 2015.

## Wedstrijden
| №  | Plaats   | Datum             | Competitie                          | Wedstrijd           | Uitslag |
| -- | -------- | ----------------- | ----------------------------------- | ------------------- | ------- |
| 1  | Abidjan  | 25 september 1983 | Vriendschappelijk                   | Ivoorkust − Liberia | 0 − 0   |
| 2  | Abidjan  | 2 oktober 1983    | Vriendschappelijk                   | Ivoorkust − Liberia | 2 − 1   |
| 3  | Abidjan  | 11 oktober 1984   | Vriendschappelijk                   | Ivoorkust − Liberia | 3 − 0   |
| 4  | Abidjan  | 10 augustus 1986  | Afrikaanse Spelen 1987 kwalificatie | Ivoorkust − Liberia | 2 − 1   |
| 5  | Monrovia | 24 augustus 1986  | Afrikaanse Spelen 1987 kwalificatie | Liberia − Ivoorkust | 1 − 2   |
| 6  | Monrovia | 23 december 1987  | Vriendschappelijk                   | Ivoorkust − Liberia | 2 − 1   |
| 7  | Abidjan  | 5 juni 1994       | Vriendschappelijk                   | Ivoorkust − Liberia | 4 − 1   |
| 8  | Abidjan  | 28 mei 1995       | Vriendschappelijk                   | Ivoorkust − Liberia | 1 − 1   |
| 9  | Monrovia | 13 november 2015  | WK 2018 kwalificatie                | Liberia − Ivoorkust | 0 − 1   |
| 10 | Abidjan  | 17 november 2015  | WK 2018 kwalificatie                | Ivoorkust − Liberia | 3 − 0   |

## Samenvatting
| Competitie                     | Totaal gespeeld | Winst Ivoorkust | Gelijk | Winst Liberia | Doelsaldo Ivoorkust – Liberia |
| ------------------------------ | --------------- | --------------- | ------ | ------------- | ----------------------------- |
| WK-kwalificatie                | 2               | 2               | 0      | 0             | 4 − 0                         |
| Afrikaanse Spelen-kwalificatie | 2               | 2               | 0      | 0             | 4 − 2                         |
| Vriendschappelijk              | 6               | 4               | 2      | 0             | 12 − 4                        |
| Totaal                         | 10              | 8               | 2      | 0             | 20 − 6                        |

FIF · A-internationals · Selecties · Bondscoaches · Statistieken · Ivoriaans vrouwenelftal · Ivoorkust U21 · Ivoorkust U20 · Ivoorkust U19 · Ivoorkust U18 · Ivoorkust U17
1960 – 1969 ·
1970 – 1979 ·
1980 – 1989 ·
1990 – 1999 ·
2000 – 2009 ·
2010 – 2019 ·
2020 − 2029
WK 2006 · 
WK 2010 · 
WK 2014
OS 2008 · 
OS 2020
1960 ·
1961 ·
1962 ·
1963 ·
1964 · 
1965 ·
1966 · 
1967 ·
1968 ·
1969 ·
1970 ·
1971 ·
1972 ·
1973 ·
1974 ·
1975 ·
1976 ·
1977 ·
1978 · 
1979 ·
1980 ·
1981 · 
1982 ·
1983 ·
1984 ·
1985 ·
1986 ·
1987 ·
1988 ·
1989 ·
1990 ·
1991 ·
1992 · 
1993 · 
1994 · 
1995 · 
1996 · 
1997 · 
1998 · 
1999 · 
2000 · 
2001 · 
2002 · 
2003 · 
2004 · 
2005 · 
2006 · 
2007 · 
2008 · 
2009 · 
2010 · 
2011 · 
2012 · 
2013 ·
2014 ·
2015 ·
2016 ·
2017 ·
2018 ·
2019 ·
2020 ·
2021 ·
2022 ·
2023 ·
2024
Algerije ·
Angola ·
Argentinië ·
België ·
Benin ·
Bosnië en Herzegovina ·
Botswana ·
Brazilië ·
Burkina Faso ·
Burundi ·
Centraal-Afrikaanse Republiek ·
Chili ·
Colombia ·
Comoren ·
Congo-Brazzaville ·
Congo-Kinshasa ·
Duitsland ·
Egypte ·
El Salvador ·
Engeland ·
Equatoriaal-Guinea ·
Ethiopië ·
Frankrijk ·
Gabon ·
Gambia ·
Ghana ·
Griekenland ·
Guinee ·
Guinee-Bissau ·
Hongarije ·
Israël ·
Italië ·
Japan ·
Jordanië ·
Kameroen ·
Kenia ·
Koeweit ·
Lesotho ·
Liberia ·
Libië ·
Madagaskar ·
Malawi ·
Mali ·
Marokko ·
Mauritanië ·
Mauritius ·
Mexico ·
Moldavië ·
Mozambique ·
Namibië ·
Nederland ·
Niger ·
Nigeria ·
Noord-Korea ·
Oeganda ·
Oostenrijk ·
Paraguay ·
Polen ·
Portugal ·
Qatar ·
Roemenië ·
Rusland ·
Rwanda ·
Senegal ·
Servië en Montenegro ·
Seychellen ·
Sierra Leone ·
Slovenië ·
Soedan ·
Spanje ·
Tanzania ·
Togo ·
Tsjaad ·
Tunesië ·
Turkije ·
Uruguay ·
Verenigde Staten ·
Zambia ·
Zimbabwe ·
Zuid-Afrika ·
Zuid-Korea ·
Zweden ·
Zwitserland
Argentinië (2006) · 
Colombia (2014) ·
Ghana (2015) ·
Griekenland (2014) · 
Japan (2014) ·  
Nederland (2006) · 
Noord-Korea (2010) · 
Servië en Montenegro (2006) ·
Zambia (2012)
LFA · Liberiaans vrouwenelftal
Interlands
Tegenstander:
Algerije ·
Angola ·
Benin ·
Botswana ·
Burkina Faso ·
Burundi ·
Centraal-Afrikaanse Republiek ·
Colombia ·
Congo-Brazzaville ·
Congo-Kinshasa ·
Djibouti ·
Egypte ·
Equatoriaal-Guinea ·
Ethiopië ·
Gabon ·
Gambia ·
Ghana ·
Guinee ·
Guinee-Bissau ·
Indonesië ·
Irak ·
Ivoorkust ·
Kaapverdië ·
Kameroen ·
Kenia ·
Lesotho ·
Libië ·
Madagaskar ·
Malawi ·
Maleisië ·
Mali ·
Marokko ·
Mauritanië ·
Mauritius ·
Mexico ·
Namibië ·
Niger ·
Nigeria ·
Oeganda ·
Oman ·
Papoea-Nieuw-Guinea ·
Rwanda ·
Sao Tomé en Principe ·
Senegal ·
Sierra Leone ·
Soedan ·
Tanzania ·
Thailand ·
Togo ·
Tsjaad ·
Tunesië ·
Zambia ·
Zimbabwe ·
Zuid-Afrika